# Giovanni Francesco Anerio
Giovanni Francesco Anerio (Roma, 1567 — Graz, 12 de junho de 1630) foi um compositor italiano da Escola romana, do final da Renascença e início Barroco. Era o irmão mais novo de Felice Anerio. A principal importância de Giovanni na história da música foi a sua contribuição para o desenvolvimento inicial do oratório; ele representou a tendência progressista em meio a outra forma conservadora da Escola romana, embora compartilhasse também de algumas das tendências estilísticas do seu irmão, que foi muito influenciado por Palestrina.

## Vida
Filho de Maurizio Anerio e de Fulginia Anerio nasceu em Roma e sua data de nascimento exata não é conhecida. Já desde tenra idade decidiu se tornar padre, e ingressou na Congregação do Oratório fundada por São Filipe Néri aproximadamente em 1583. Em 1595 foi contratado como organista da igreja de São Marcelo, e, provavelmente, se tornou maestro di cappella da Basílica de São João de Latrão, sucedendo Francesco Soriano, entre 1600 ou 1601 e 1603. Em 1609 ocupou um cargo semelhante na Catedral de Verona, a sua primeira nomeação fora de Roma; permaneceu lá até 1610, quando retornou a Roma; e ficou lá, exceto quando realizou algumas breves viagens, até 1624, em uma variedade de papéis (tornando-se um padre, finalmente, em 1616). Em 1624 assumiu o cargo de maestro do rei Sigismundo III em Varsóvia. A Polônia tinha vários centros musicais em atividade no final do século XVI e início do século XVII, incluindo Cracóvia e Varsóvia, e, muitas vezes empregava italianos e alemães; Anerio foi um dos mais ilustres estrangeiros a residir lá. Infelizmente nunca mais voltou a Roma novamente; morreu durante a viagem de volta para casa, quando estava em Graz, Áustria, e foi enterrado lá em 12 de junho de 1630.

## Estilo musical
Giovanni Anerio foi um compositor muito mais progressista do que seu irmão, e no ambiente conservador de Roma no início do século XVII, isto era de fato ser progressista. Muitos de seus madrigais eram monodias, tomando emprestado um estilo que veio de Florença e de outras localidades ao norte; seus motetos e missas, por outro lado, são conservadoras e empregam o estilo de Palestrina, embora os motetos incluam o baixo cifrado, outra inovação da primeira década do século XVII. Alguma influência de Ludovico da Viadana é evidente nestas peças.
Algumas de suas missas são antífonas, uma técnica que envolvia múltiplos grupos espacialmente separados de cantores. Sendo esta também uma técnica que se desenvolveu em Veneza, foi disseminada no fim do século XVI: quase todos os compositores de polifonia sacra usaram técnicas antifonais em algum momento, especialmente aqueles que trabalhavam em grandes ambientes acústicos (como a maioria das catedrais da Europa).
Porém, o empreendimento mais importante de Anerio, quando mais jovem, foi seu Teatro armonico spirituale de 1619, que é indiscutivelmente o primeiro oratório. Ele inclui o mais antigo sobrevivente obbligato escrito para instrumentos pela Escola romana. A instrumentação é indicada com cuidado incomum, e as passagens alternadas instrumentais e vocais influenciaram muito as obras das décadas seguintes. Ao contrário dos trabalhos da Escola veneziana, muitos dos quais eram essencialmente grandiosos motetos, o Teatro armonico spirituale era em italiano, que incluía histórias contadas musicalmente, mas não encenadas (como seria feito na ópera); e vozes e instrumentos se alternavam a cada movimento. A peça inclui trechos da parábola do Filho Pródigo e da Conversão de Paulo.

## Obras
Anerio foi um compositor prolífico, e escreveu motetos, litanias, antífonas, "concertos sacros", responsórios, salmos, madrigais, variadas músicas sacras e seculares, bem como algumas peças instrumentais. A maioria delas foi publicada em Roma; nenhuma obra foi ainda definitivamente identificada do período em que trabalhou na Polônia.